# X-Men: Budoucí minulost
X-Men: Budoucí minulost (v anglickém originále X-Men: Days of Future Past) je superhrdinský film z roku 2014 inspirovaný komiksem X-Men: Days of Future Past autora Chrise Claremonta z roku 1981. Dějově se jedná o pokračování filmů X-Men: Poslední vzdor (2006) a X-Men: První třída (2011). Režie se chopil Bryan Singer, autor filmů X-Men (2000) a X-Men 2 (2003). Scénář napsal Simon Kinberg podle příběhu, na kterém se podílel s Matthewem Vaughnem a Jane Goldmanovou.
Ve filmu se objeví postavy z původní i nové trilogie. Hrají Hugh Jackman, James McAvoy, Michael Fassbender, Jennifer Lawrenceová, Halle Berryová, Anna Paquin, Ellen Page, Nicholas Hoult, Shawn Ashmore, Peter Dinklage, Ian McKellen a Patrick Stewart.

## Děj
Film má dvě časové roviny. Začíná v dystopické budoucnosti, kde jsou mutanti i lidé loveni a pomalu likvidováni vojsky zabijáckých robotů zvaných Sentinelové. Malá skupinka přeživších mutantů bojuje proti vyhlazování. Ve skupince je i mutantka Kitty Pryde, která má schopnost projektovat vědomí jedince do svého dřívějšího Já. V Číně se setká se Storm, Wolverinem, profesorem Xavierem a Magnetem. Ti jí představí plán, ve kterém se má vrátit Wolverine do roku 1973, kdy mutantka Mystique spáchala atentát na tvůrce programu Sentinel a odpůrce mutantů Bolivara Traska. Tento atentát uvedl program do chodu a zapříčinil apokalyptickou budoucnost.
Wolverine se v roce 1973 probudí s vědomím svého staršího Já. Poté navštíví Xavierovu školu pro nadané děti, která je však řadu let zavřená. Ve škole je jen Hank McCoy, který se stará o zlomeného a na léku proti bolesti závislého Charlese Xaviera (viz děj X-Men: První třída). Wolverine ho přesvědčí, že má poselství z budoucnosti s tím, že Xavier musí přesvědčit Mystique, aby atentát nespáchala. Všichni tuší, že k tomu potřebují ještě Magneta. Ten je však v roce 1973 v přísně střeženém vězení hluboko pod Pentagonem, ve Washingtonu, D.C. K jeho osvobození využijí schopnosti Pietra Maximoffa alias Quicksilvera.
V Paříži se ve stejné době koná mírová konference o skončení války ve Vietnamu. Mystique zde chce spáchat onen atentát na Bolivara Traska, který ve svém antimutantském programu prováděl nelidské pokusy na zajatých mutantech. Je sice odhalena, ale ve stejné době dorazí Wolverine, Beast, Xavier a Magneto a atentát překazí. Nicméně Magneto se rozhodne pokusit zabít Mystique, aby ochránil mutanty od apokalyptické budoucnosti. Při tom své schopnosti ukáží na veřejnosti a před médii. Jako reakci na obrovskou vlnu strachu mezi Američany, vyvolanou Magnetovým soubojem, se prezident Richard Nixon rozhodne podpořit Traskův program Sentinel a vyžádá si demonstraci prototypů.
Na přehlídce programu Sentinel se Mystique znovu pokusí spáchat atentát na Traska, avšak přeruší ji Magneto, který se rozhodne demonstrovat sílu mutantů. Ovládne Sentinely, přepadne Bílý dům a pokusí se zastřelit prezidenta Nixona, to vše před kamerami. Zabrání mu v tom až Xavier, který konečně přesvědčí Mystique, že existuje i jiná cesta. Společně poté porazí Magneta. Magneto uprchne a prezident je díky mutantům zachráněn. Tím končí linie vedoucí k apokalyptické budoucnosti a ta se přemění do mnohem světlejší, kde mutantni žijí v Xavierově škole pro nadané a snaží se koexistovat s lidstvem.
Film má jednu potitulkovou scénu odkazující na film X-Men: Apokalypsa (2016).

## Obsazení
| Hugh Jackman         | Logan / Wolverine                   |
| James McAvoy         | mladý Charles Xavier / Professor X  |
| Patrick Stewart      | starší Charles Xavier / Professor X |
| Michael Fassbender   | mladý Erik Lehnsherr / Magneto      |
| Ian McKellen         | starší Erik Lehnsherr / Magneto     |
| Jennifer Lawrenceová | Raven Darkhölme / Mystique          |
| Halle Berryová       | Ororo Munroe / Storm                |
| Anna Paquin          | Marie / Rogue                       |
| Ellen Page           | Kitty Pryde / Shadowcat             |
| Nicholas Hoult       | mladší Hank McCoy / Beast           |
| Kelsey Grammer       | starší Hank McCoy / Beast           |
| Peter Dinklage       | Bolivar Trask                       |
| Shawn Ashmore        | Bobby Drake / Iceman                |
| Omar Sy              | Bishop                              |
| Daniel Cudmore       | Peter Rasputin / Colossus           |
| Evan Peters          | Pietro Maximoff / Quicksilver       |
| Fan Bingbing         | Clarice Ferguson / Blink            |
| Adan Canto           | Roberto da Costa / Sunspot          |
| Booboo Stewart       | James Proudstar / Warpath           |
| Josh Helman          | William Stryker                     |
| Lucas Till           | Alex Summers / Havok                |
| Mark Camacho         | prezident Richard Nixon             |

## Přijetí

### Tržby
X-Men: Days of Future Past vydělal v Severní Americe 233 921 534 dolarů, v ostatních zemích poté 512 124 166 dolarů. Celkem tedy utržil 746 045 700 amerických dolarů. Film byl v USA nasazen v 3 996 kinech.
V České republice byl film uveden do 111 kin prostřednictvím distribuční společnosti CinemArt. Za první víkend film vydělal 5,5 milionů korun s návštěvností 38 113 diváků. Celkem v ČR film vydělal 16,9 milionů korun s celkovou návštěvností 118 048 diváků.

### Recenze
- Jiří Borový, filmcz.info  Dostupné online.
- Martin Staněk, totalfilm.cz:  Dostupné online.
- cskr.cz:  Dostupné online
- František Fuka, fffilm.cz:  Dostupné online.
- "Anarvin", fandimefilmu.cz:  Dostupné online.
- Jakub Brych, filmserver.cz:  Dostupné online.
- "Thomas", edna.cz:  Dostupné online.
- Matěj Svoboda, film.moviezone.cz:  Dostupné online.
- Radomír D. Kokeš, aktuálně.cz:  Dostupné online.
- Mirka Spáčilová, iDNES.cz:  Dostupné online.
- (anglicky) Metacritic: 74 % Dostupné online.
- (anglicky) Rotten Tomatoes: 92 % Dostupné online.

### Ocenění a nominace
| Ocenění                            | Kategorie                                  | Nominovaný                                                                                     | Výsledek  |
| ---------------------------------- | ------------------------------------------ | ---------------------------------------------------------------------------------------------- | --------- |
| AACTA Awards                       | nejlepší vizuální efekty                   |                                                                                                | nominace  |
| Cena Saturn                        | nejlepší film (podle komiksu)              |                                                                                                | nominace  |
| Cena Saturn                        | nejlepší režie                             | Bryan Singer                                                                                   | nominace  |
| Cena Saturn                        | nejlepší střih                             | John Ottman                                                                                    | nominace  |
| Cena Saturn                        | nejlepší kostýmy                           | Louise Mingenbach                                                                              | nominace  |
| Cena Saturn                        | nejlepší masky                             | Adrien Morot, Norma Hill-Patton                                                                | nominace  |
| Cena Saturn                        | nejlepší film na DVD                       |                                                                                                | vítězství |
| Empire Awards                      | nejlepší film (sci-fi/fantasy)             |                                                                                                | vítězství |
| Filmová cena Britské akademie      | nejlepší vizuální efekty                   |                                                                                                | nominace  |
| Filmová cena MTV                   | nejlepší zloduch                           | Peter Dinklage                                                                                 | nominace  |
| Kids' Choice Awards                | nejoblíbenější herečka (akční film)        | Halle Berryová                                                                                 | nominace  |
| Kids' Choice Awards                | nejoblíbenější herečka (akční film)        | Ellen Page                                                                                     | nominace  |
| Kids' Choice Awards                | nejoblíbenější herec (akční film)          | Hugh Jackman                                                                                   | nominace  |
| Kids' Choice Awards                | nejoblíbenější filmový herec               | Hugh Jackman                                                                                   | nominace  |
| Oscar                              | nejlepší vizuální efekty                   |                                                                                                | nominace  |
| St. Louis Film Critics Association | nejlepší scéna                             | Quicksilver uniká z Pentagonu                                                                  | vítězství |
| Teen Choice Awards                 | nejlepší film (sci-fi/fantasy              |                                                                                                | nominace  |
| Teen Choice Awards                 | nejlepší filmová herečka (sci-fi/fantasy)  | Halle Berryová                                                                                 | nominace  |
| Teen Choice Awards                 | nejlepší filmová herečka (sci-fi/fantasy)  | Jennifer Lawrenceová                                                                           | vítězství |
| Teen Choice Awards                 | nejlepší filmový zloduch                   | Michael Fassbender                                                                             | nominace  |
| Teen Choice Awards                 | nejlepší filmový zloděj scén               | Nicholas Hoult                                                                                 | nominace  |
| Teen Choice Awards                 | nejlepší filmový zloděj scén               | Ellen Page                                                                                     | nominace  |
| People's Choice Awards             | nejoblíbenější film                        |                                                                                                | nominace  |
| People's Choice Awards             | nejoblíbenější akční film                  |                                                                                                | nominace  |
| Screen Actors Guild Awards         | nejlepší kaskadérský tým                   |                                                                                                | nominace  |
| Visual Effects Society Awards      | nejlepší vizuální efekty (film)            | Ricard Stammers, Blondel Aidoo, Lou Pecora, Anders Landlangs, Cameron Waldbauer                | nominace  |
| Visual Effects Society Awards      | nejlepší virtuální kamera                  | Austin Bonang, Casey Schatz, Dennis Jones, Newton Thomas Sigel for the "Kitchen Scene"         | vítězství |
| Visual Effects Society Awards      | nejlepší vizuální efekty (film – simulace) | Adam Paschke, Premamurti Paetsch, Sam Hancock, Timmy Lundin for "Quicksilver Pentagon Kitchen" | vítězství |
| Young Hollywood Awards             | nejlepší obsazení                          |                                                                                                | nominace  |
| Young Hollywood Awards             | nejoblíbenější herečka                     | Jennifer Lawrenceová                                                                           | nominace  |
| Young Hollywood Awards             | nejlepší superhrdina                       | Nicholas Hoult                                                                                 | nominace  |